# Both Sides
Both Sides — пятый студийный альбом британского певца и композитора Фила Коллинза, выпущен 9 ноября 1993 года.
Both Sides был создан Филом Коллинзом самостоятельно, без привлечения его обычных сотрудников (например таких, как — продюсер Хью Пэдгхем (англ. Hugh Padgham), гитарист Дэрил Стюрмер, которые всегда помогали ему записывать его альбомы. Более того, партии всех музыкальных инструментов и весь вокал сыграны и записаны Коллинзом самостоятельно — на его домашней студии.
В течение шести недель Коллинз самостоятельно играл и записывал все композиции альбома. Он так же сам стал единственным продюсером альбома.
Ввиду того, что весь музыкальный материал альбома был записан на домашней студии Коллинза (и передан на профессиональную студию лишь для окончательного сведения), звучание альбома заметно отличается от звучания всех его предыдущих альбомов.

## Both Sides of the World Tour (гастрольный тур в поддержку альбома)
Несмотря на то, что альбом Both Sides не смог добиться у публики и критиков такого же успеха, как ранние альбомы Фила Коллинза No Jacket Required и …But Seriously, гастрольный тур в поддержку альбома имел большой успех. За 13 месяцев Коллинзом было дано более 150 концертов во всём мире. Тур ещё раз доказал, что Фил Коллинз является одним из самых популярных современных музыкантов.

## Список композиций
Все песни написаны, записаны и спродюсированы Филом Коллинзом.
1. «Both Sides of the Story» — 6:42
2. «Can’t Turn Back the Years» — 4:40
3. «Everyday» — 5:43
4. «I’ve Forgotten Everything» — 5:15
5. «We’re Sons of Our Fathers» — 6:24
6. «Can’t Find My Way» — 5:09
7. «Survivors» — 6:05
8. «We Fly So Close» — 7:33
9. «There’s a Place for Us» — 6:52
10. «We Wait and We Wonder» — 7:01
11. «Please Come Out Tonight?» — 5:46

## Композиции, которые не вошли в альбом
Инструментальные композиции «Rad Dudeski» и «Don’t Call Me Ashley», записанные в период создания альбома, но не включённые в него, были добавлены на синглы «Everyday» и «We Wait and We Wonder».
Были и другие композиции, записанные в период работы над альбомом Both Sides: «Take Me with You», «For a Friend» и несколько кавер-версий.
Среди публики также ходили слухи о песне «Deep Water Town» — демозаписи, которая якобы была сделана во время записи альбома, но так никогда и не была выпущена — даже малым, коллекционным тиражом. Существование этой демозаписи было подтверждено самим Коллинзом на форуме его официального сайта.

## Выходные данные альбома
- Фил Коллинз — написание всех композиций, игра на всех музыкальных инструментах, сведение, также — продюсер альбома
- Кроме драм-машины, все остальные инструменты записаны «вживую»
- Ассистент записи Марк Робинсон (англ. Mark Robinson) при участии Джеффа Каллингхема (англ. Geoff Callingham) и Майка Боувена (англ. Mike Bowen)
- Весь материал альбома записан на домашней студии Фила Коллинза. Окончательная обработка записи выполнена на студии The Farm (Суррей, Англия)
- Фотография на обложке выполнена Тревором Кеем (англ. Trevor Key)
- Остальное художественное оформление — Hills Archer Ink.